# Gustav Lindgren
Gustav Willy Lindgren (* 16. August 2001 in Stockholm) ist ein schwedischer Fußballspieler.

## Sportlicher Werdegang
Lindgren spielte in der Jugend beim Sollentuna FK und ab 2018 beim FC Djursholm. 2021 lief er für den Karlbergs BK in der viertklassigen Division 2 auf, ehe der Stürmer nach 22 Saisontoren in 27 Spielen zum Drittligisten Sollentuna FK zurückkehrte. Auch hier glänzte er in der Spielzeit 2022 als regelmäßiger Torschütze und traf ebenso zweistellig. Ende 2022 verpflichtete ihn daher der Erstligist Degerfors IF, der ihn mit einem Drei-Jahres-Vertrag ausstattete. Dort kam er unregelmäßig zum Einsatz, etablierte sich jedoch im Verlauf der Spielzeit 2023 zeitweise als Stammspieler, stieg mit dem Klub nach drei Saisontoren in 16 Spielen jedoch am Saisonende ab. In der Zweitligasaison 2024 gehörte er jedoch zu den torgefährlichsten Spielern der Superettan. Während er damit als Teil eines Sturmduos mit Dijan Vukojević den Klub im Rennen um den direkten Wiederaufstieg hielt, weckte er auch im Ausland Interesse. Bereits im September gab der schwedische Klub bekannt, den Spieler nach Saisonende an den englischen Klub Peterborough United verkauft zu haben.